# Prosoplus morokaiensis
Prosoplus morokaiensis là một loài bọ cánh cứng trong họ Cerambycidae.